# 孙毓汶
孫毓汶（1833年—1899年），字萊山，號遲盦，山東濟寧人，清朝末年政治人物。

## 生平
户部尚書孫瑞珍次子。咸豐六年（1856年）榜眼，授編修，侍读学士。咸豐十年，以在籍辦團抗捐被劾，革職遣戍，為恭親王深惡痛絕。同治元年（1862年），以輸餉復原官。光緒十年（1884年），法越事起（北圻遠征），策劃醇親王復出，排挤恭亲王，促使慈禧盡撤全班軍機大臣，孫毓汶以工部左侍郎在軍機大臣上學習行走，兼總理各國事務衙門大臣。當時清議紛囂，孫出張佩綸、陳寶琛等會辦南北洋、閩海軍務，令清流氣燄頓斂。十四年，授吏部右侍郎。十五年，遷刑部尚書，加太子少保。十九年，轉兵部尚書。二十年，中日媾和，結納李鴻章，力主戰不可恃。二十年，恭亲王复入军机处，孫以病乞休。二十五年卒，諡文恪。
孫毓汶在京旧居为丞相胡同（又称绳匠胡同，或菜市口胡同）12号，该胡同今已拆除。

## 延伸阅读
[在维基数据编辑]
 《清史稿/卷436》，出自趙爾巽《清史稿》
 在维基共享资源阅览影像